# Murad V
Murad V, född 21 september 1840 i Topkapipalatset, Istanbul, död 29 augusti 1904 i Çırağanpalatset, Istanbul, var sultan över det Osmanska riket från maj till augusti 1876. 
Under sultan Abdülaziz styre hade hans brorson Murad kontakt med ungturkarna. När de störtade Abdülaziz blev Murad sultan. Innan han hunnit genomföra några liberala reformer avsattes han på grund av påstådd psykisk ohälsa och efterträddes av sin bror Abd ül-Hamid.